# Muzejska zbirka Prebold skozi čas
Muzejska zbirka Prebold skozi čas je postavljena v Dolenji vasi.
Zbirka je bila najprej postavljena v Graščini Prebold med leti 2001 in 2008, potem pa se je leta 2008 preselila v sedanji v objektu imenovanem Marof v Dolenji vasi. Zbirka je kulturni spomenik lokalnega pomena. Njeni postavitvi so botrovali posamezniki, ki so se združili v Odbor za postavitev muzejske zbirke Prebold skozi čas leta 1997 in so s pomočjo Občine Prebold ter donatorjev razstavnih eksponatov v nekaj letih zbrali bogato etnološko gradivo. Zbirka je zasnovana tako, da prikazuje življenje v preboldski okolici in tudi širše in pokriva področja kmetijstva, obrti, krajevne tekstilne industrije, društvenega življenja (gasilstvo, pevce, športna društva, godbenike, lovce, planince in čebelarje), nekatere pomembne posameznike, v zbirki so predstavljeni ohranjeni predmeti bivanjske kulture (kuhinja in spalnici iz dveh časovnih obdobij), v zbirki je na prikazano tudi dogajanje v času vseh večjih vojn v 20. stoletju s poudarkom na dogajanju na lokalnih tleh. Za muzejsko zbirko in njeno promocijo je zadolženo Zgodovinsko in narodopisno društvo Prebold.